# Zemské desky

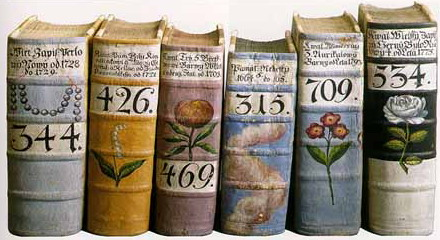
Desky zemské

Zemské desky (ve staré češtině používán název vždy v opačném pořadí slov: desky zemské; výraz se užívá zásadně v plurálu, v genitivu je tvar zemských desk/desk zemských, německy Landtafeln, latinsky tabulae terrae) jsou předchůdcem pozemkových knih (což je rejstřík a doklad o vlastnictví půdy a jiných nemovitostí). Zemské desky jsou vedeny výhradně pro zpupná (přibližně šlechtická) vlastnictví (allod). Zápisem majetku do zemských desk se majetek stával dědičným majetkem rodu. Pokud byl ve městech, byl osvobozen od daní. V deskách zemských byla však také zapisována veškerá ustanovení zemských sněmů – tedy vlastně tehdejších zákonů, a další obecně závazné dokumenty.

## České zemské desky
K založení zemských desk, ve svých prvopočátcích označovaných jako registra regalia, dochází někdy v rozmezí let 1260-1278. Desky byly vedeny u zemského soudu a s největší pravděpodobností sloužily jako pomocné záznamy buď zemského notáře či zemského písaře pro kvalitnější a jednodušší evidenci soudem projednávaných případů. Původně pod vlivem královským, ale postupem doby koncem vlády posledních Přemyslovců se postupně stává více institucí stavovskou. Desky byly vedeny v tzv. kvaternech, což značí psací látku obsaženou ve čtyřech arších (tehdy pergamenových), které společnou vazbou tvořily svazek knihy, který byl rovněž označován jako kvatern.

### Rozdělení desk
Desky byly od svého založení vedeny ve dvou řadách a to jako:
- desky půhonné (libri citationum, quaterni citationum), které evidovaly půhony, tedy popohnání před soud.
- desky trhové (libri contractuum, quaterni contractuum), zde se zapisovaly změny v držbě nemovitostí (prodej, koupě).

V době vlády Karla IV. pak byly založeny
- desky zápisné (libri obligationum, quaterni obligationum), do kterých se zaznamenaly dluhy. Tyto knihy se dělily ještě na:
  - desky zápisné větší, kam spadaly dluhy nad 100 kop grošů,
  - desky zápisné menší, do kterých patřily dluhy do 100 kop grošů.

Jako poslední v době rozmachu stavovské moci přibyly někdy ve druhé polovině 15. století
- desky památné (libri memoriarum, quaterni memoriarum), kam se dostaly rozsudky zemského soudu a usnesení zemského sněmu.

### Zničení zemských desk
Česká kancelář desk zemských sídlila na Pražském hradě ve dvou rozlehlých místnostech vedle Vladislavského sálu.
Dne 2. června 1541 došlo k velkému požáru Pražského hradu a Malé Strany, při němž byly české desky zemské zcela zničeny. Dochoval se pouze jediný svazek z let 1316–1324, který měl v době požáru, ačkoliv se desky nesměly odnášet, jeden úředník vypůjčen (dnes uložen v Národním muzeu). Desky byly poté ihned obnoveny a započalo se se složitou rekonstrukcí údajů obsažených ve shořelých deskách. Tato rekonstrukce probíhala podle instrukce Zemského sněmu z prosince 1541 buď podle platných listin, které z dřívějších zápisů vycházely a které vlastnili jednotliví účastníci řízení zemského soudu, také se však dopisovaly jednotlivé záznamy po paměti očitých svědků a konečně na základě individuálních přihlášek. Aby se podobná událost už nemohla opakovat, byly nové zemské desky založeny ve dvou opisech, z nichž jeden byl uložen na Pražském hradě, druhý na Karlštejně. Brzy se to však ukázalo příliš pracné a nákladné a karlštejnská sada byla v roce 1565 zrušena.

## Desky zemské na Moravě a ve Slezsku
Samostatně měly vedeny své vlastní zemské desky i Morava, Opavsko, Krnovsko a Těšínsko, neboť měly i svůj vlastní zemský sněm. Na rozdíl od českých zemských desk jsou kompletně dochovány.
Moravské zemské desky byly vedeny od počátku 14. století v řadách půhonných a trhových. Zároveň byly vedeny jak v Olomouci, tak v Brně, tedy v obou městech, kde střídavě zasedal moravský zemský soud. Zápisy do nich byly ukončeny v roce 1642. Desky jsou uloženy v Moravském zemském archivu v Brně a v roce 1998 byly prohlášeny národní kulturní památkou.
Ve Slezsku byly zemské desky založeny někdy ve 14. století v knížectví opavském a krnovském. Nejpozději na počátku 15. století pak došlo k rozdělení na tzv. knihy zadní (přibližně podobné jako v Čechách a na Moravě desky trhové) a knihy přední (podobné deskám půhonným). Slezské zemské desky jsou nyní uloženy v Zemském archivu v Opavě.

## Právní platnost desk
Největší význam měly desky do konce 18. století, kdy sloužily jako „precedenční zákoník“ pro nalézání práva, ale postupně jejich význam klesal. Po Obnoveném zřízení zemském (1627) už nebyly zápisy prováděny z pověření stavů, ale z pověření krále.
Právní reformou Josefa II. v roce 1783 byl zrušen Úřad desk zemských a soudní pravomoc se z deskového úřadu přenesla na nový zemský soud. Desky dále sloužily už jen pro zápisy dluhů, převodů či závětí na svobodném pozemkovém majetku, což se do jisté míry udrželo až do roku 1948, ač koncem 19. století a za první republiky šlo spíše o otázku prestiže mít alespoň část majetku zapsánu v deskách zemských. Po roce 1948 byla zpětně rušena platnost zápisů v deskách zemských, což se ovšem netýkalo majetku, u nějž nedocházelo ke změnám vlastnictví, takže teoreticky jejich platnost definitivně vypršela až k roku 2007.[zdroj⁠?!] Zapisovat do nich se přestalo od 1. ledna 1965, ovšem živými byly i nadále především díky restitučním řízením po roce 1989.

## Vzhled zemských desk
Zemské desky byly původně psány latinsky, od roku 1495 až do třicetileté války povinně vedeny v češtině, poté v nich začíná převládat němčina.
Jednotlivé svazky byly očíslovány až v roce 1795, do té doby je úředníci pro snazší orientaci na hřbetech vybarvovali, přičemž každá barva měla své jméno podle ilustrace na hřbetě (barva smrtná, duhová, konvalinková, pomerančová, papoušková aj.).

## Zemské desky v současnosti
Zemské desky zahrnují téměř 2000 svazků a jsou cenným zdrojem k historii: o majetkových převodech, dědictvích a sporech. Je však třeba umět v nich číst nejen pro různojazyčnou a dobovou mluvu, ale také s ohledem na tehdejší právní zvyklost a tehdejší možnosti omylů.
České zemské desky jsou uloženy v Národním archivu v Praze (dříve Státní ústřední archiv), a to na pracovišti umístěném na třídě Milady Horákové v Praze 6 – Dejvicích (soupis kvaternů), Mladší desky zemské (po roce 1875) jsou uloženy na Katastrálním úřadě v Praze–Kobylisích. Prostory české kanceláře desk zemských jsou dnes přístupny v rámci prohlídky Starého královského paláce. Stěny kanceláře dodnes zdobí malby erbů jednotlivých úředníků, kteří zde pracovali v šestnáctém a sedmnáctém století.
Moravské zemské desky jsou uloženy v Moravském zemském archivu v Brně a Zemské desky opavské, krnovské a těšínské jsou uloženy v Zemském archivu v Opavě.

## Edice zemských desk

### Edice českých zemských desk
- LETOŠNÍK, Václav. Die böhmische Landtafel. Inventar, register, Übersichten. Praha 1944.
- DVORSKÝ, František – EMLER, Josef. Reliquiae tabularum terrae citationum vetustissimae - Nejstarší zbytky desk zemských půhonných. Praha 1868. (dostupné online)
- EMLER, Josef. Reliquiae tabularum terrae regni Bohemiae anno MDXLI igne consuptarum - Pozůstatky desk zemských království českého r. 1541 pohořelých. sv. I., Praha 1870, sv. II., Praha 1872 (dostupné online)

### Edice slezských zemských desk
- KAPRAS, Jan. Pozůstatky knih zemského práva knížectví opavského. Díl první. Knihy přední. Část prvá (registra soudní 1413-1461, 1464-1465, 1466-1484, půhony 1466-1489 a nálezy 1466-1484). Hist. archiv ČAVU. Praha 1906.
- KAPRAS, Jan. Pozůstatky knih zemského práva knížectví opavského. Díl druhý. Desky zemské. Část prvá (1431-1536). Hist. archiv ČAVU. Praha 1908.
- PRIX, Dalibor. Zemské desky krnovské. Opava : Zemský archiv v Opavě, 2008. 419 s. ISBN 978-80-86388-60-1.
- ROHLÍK, Miloslav. Opavské zemské desky. Knihy zadní 1537-1613. Opava 1961.
- ZUKAL, Josef. Nejstarší registr zemského práva Krnovského (kniha půhonná z let 1498–1508). Věstník Matice opavské 18, 1910, s. 17–24.